# عاصم شوكلا
عاصم رافيندرا شوكلا (بالإنجليزية: Aseem Ravindra Shukla)‏ هو مدير قسم الجراحات طفيفة التوغل في قسم المسالك البولية في مستشفى الأطفال بفيلادلفيا، وهو أستاذ مشارك في قسم جراحة المسالك البولية في كلية الطب بيرلمان في جامعة بنسلفانيا. يعتبر شوكلا مؤسس مشارك وعضو مجلس إدارة في المؤسسة الهندوسية الأمريكية.

## الحياة المهنية الطبية

### التعليم
أكمل الدكتور شوكلا دراسته الجامعية في جامعة فلوريدا وحصل على درجة الدكتوراه في الطب من جامعة جنوب فلوريدا، تامبا، فلوريدا. ذهب شوكلا بعد ذلك إلى إقامته في قسم الجراحة العامة والمسالك البولية في نفس المؤسسة. بعد ذلك، أكمل شوكلا زمالة طب الأطفال المسالك البولية في مستشفى الأطفال في فيلادلفيا، فيلادلفيا، التي صُنفت في المرتبة الأولى كأفضل مستشفى للأطفال في الولايات المتحدة.
أكمل شوكلا فترة إقامته كطبيب في الجراحة العامة والمسالك البولية في كلية الطب بجامعة جنوب فلوريدا وحصل على زمالة طب الأطفال المسالك البولية في مستشفى الأطفال في فيلادلفيا. شغل شوكلا قبل عودته إلى مستشفى الأطفال في فيلادلفيا منصب مدير جراحة المسالك البولية في مستشفى جامعة مينيسوتا أمبلاتز للأطفال، بالإضافة إلى منصب أستاذ مشارك في طب المسالك البولية وطب الأطفال في جامعة مينيسوتا. عمل الدكتور شوكلا بالإضافة إلى ذلك مدير لبرنامج الإقامة في جامعة مينيسوتا الخاص بقسم المسالك البولية.يترأس الدكتور تشوكلا قسم ر قسم الجراحات طفيفة التوغل في قسم المسالك البولية والبحوث الحثيثة في تنظير البطن بمساعدة الروبوتات، وارتجاع البول، وموه الكلية، إعادة ترميم قنوات المسالك البولية، والإحليل التحتيواضطرابات التمايز الجنسي.

### وجهات نظره
نشط شوكلا في الجهود الرامية إلى تطوير طب المسالك البولية للأطفال باعتبارها من أهم المجالات الطبية على الصعيد العالمي. يقود شوكلا منذ عام 2007 دورة تدريبية معقدة في جراحة المسالك البولية لدى الأطفال - ورشة إصلاح اضطرابات المثانة - في المستشفى المدني في أحمد آباد بالهند والتي يشارك في رعايتها المتطوعون الدوليون في المسالك البولية والأطباء الهندوس الأمريكية في سيفا. يتطوع شوكلا أيضًا كجراح يساهم في إجراء العمليات الجراحية في مؤسسة أطفال إيران، وهي منظمة غير هادفة للربح تأسست في عام 1991 على يد الأميرة ياسمين بهلوي، للمساعدة في ترتيب العلاج الطبي والجراحي للأطفال الإيرانيين.

## الدعوة الدينية
يعتبر شوكلا مؤسس مشارك وعضو مجلس إدارة في المؤسسة الهندوسية الأمريكية، وهي مجموعة للدعوة الدينية تأسست في عام 2002. وكثيرًا ما يكتب شوكلا مدوناته لقسم واشنطن بوست في فيث، وشارك في نقاش على الإنترنت يقرأ على نطاق واسع مع ديباك شوبرا على الجذور الهندوسية لليوغا.

### مناقشته مع ديباك شوبرا
انتقد شوكلافي أبريل / نيسان 2010 على صحيفة واشنطن بوست إحدى المدونات عن الإيمان والدين، وانتقد تشوبرا لاقتراحه أن اليوغا ليس لها أصول في الهندوسية بل هي بدلًا من ذلك إحدى التقاليد الروحية الهندية التي سبقت الهندوسية. حاول تشوبرا في وقت لاحق أن يشرح أصول اليوغا في "الوعي وحده" والذي وفقًا له، هي حكمة أبدية عالمية غير طائفية للحياة التي شرحها فيدية ريشيس قبل فترة طويلة من تاريخ نشأة الهندوسية. اتهم تشوبرا شوكلا بأن لديه "أجندة أصولية". وفي رسالة بعنوان "د. تشوبرا: شرف تراثه"، دعا شوكلا تشوبرا إلى أن يكون فن "كيفية تفكيك وإعادة تغليف وبيع الفلسفة الهندوسية دون أن يطلق عليها الهندوسية" ! "اتهم شوكلا تشوبرا ردًا على ادعاء كونه أصوليًا برفع قضية "شبح الطائفية". تمت تقطية نقاش شوكلا وشوبرا، وحملة تاكي باك يوغا التابعة للهندوس للأمريكان، في مجلة نيويورك تايمز ونيوزويك.

## نقاشه مع ويندي دونيجر
تناقش شوكلا في آذار / مارس 2010 مع ويندي دونيجر على إحدى عناصر مدونتها الإيمان والدين التي كتبها على واشنطن بوست، واتهمها بلإضفاء صبغة الإغراء الجنسي على واحدة من أقدس التعاليم في الكتب الهندوسية المقدسة. أجابت دونيجر أن كتابها يباع بشكل جيد في الهند، وطلبت من النقاد أن يظهروا على وجه التحديد إذا ماكانت تفسيراتها للنصوص خاطئة.

## روابط خارجية
- Penn Medicine biography and academic publications.